# Luciano Caveri
Luciano Caveri (Aosta, 1958) és un polític i periodista valldostà. Es llicencià en ciències polítiques, el 1980 començà a treballar com a periodista de la RAI i el 1983 fou director de Le Réveil Social, òrgan del Sindicat Autònom Valldostà de Treballadors. Alhora milità a Unió Valldostana (UV), de la que fou director del diari Le Peuple Valdôtain, de 1998 a 2008, i amb la que fou elegit diputat a les eleccions legislatives italianes de 1987, 1992, 1994 i 1996 i del 1999 al 2000 fou secretari d'estat amb el govern de Massimo D'Alema. De 2000 a 2003 fou diputat al Parlament europeu en una llista conjunta d'UV amb I Democratici de Romano Prodi, va formar part del Partit dels Liberals Demòcrates i Reformistes Europeus i fou membre de diverses comissions.
El 2003 deixà el Parlament europeu i fou escollit assessor de turisme després de les eleccions regionals de la Vall d'Aosta de 2003 en el govern de coalició d'UV amb Demòcrates d'Esquerres. Quan dimití Carlo Perrin fou nomenat president del Consell de la Vall, i es mantingué en el càrrec fins al 2008.